# Konnan
Charles Carlos Espada Ashenhoff Estrada, bedre kendt under sit ringnavn Konnan (født d. 6. januar 1964), er en tidligere wrestler og rapper af cubansk herkomst. Han krediteres som en af de allerstørste stjerner nogensinde, indenfor den mexicanske wrestlingbranche, også kendt som Lucha Libre. 

## Biografi
Konnan er meget kendt i Mexico på grund af hans mange optrædener på mexicansk tv, særligt med wrestlingorganisationen Asistencia Asesoría y Administración (AAA). Han har tidligere været beskrevet som den mexicanske udgave af Hulk Hogan grundet hans popularitet. Konnan har også wrestlet for flere store amerikanske wrestlingorganisationer, bl.a. World Wrestling Federation, World Championship Wrestling, Extreme Championship Wrestling og Total Nonstop Action Wrestling.